# SN 2010ak
SN 2010ak – supernowa typu Ic odkryta 11 marca 2010 roku w galaktyce M+03-41-142. W momencie odkrycia miała maksymalną jasność 18,20m.